# Philipp Heilrath
Philipp Maximilian Heilrath (* 14. Januar 1994) ist ein deutscher Basketballspieler. Er bestritt sieben Spiele für die Crailsheim Merlins in der Basketball-Bundesliga.

## Laufbahn
Heilrath spielte im Nachwuchsbereich des MTSV Schwabing und für das Team Basketball München Nord, einer Spielgemeinschaft von Schwabing und TSV München-Ost.
Im Herrenbereich sammelte er während des Spieljahres 2013/14 Regionalliga-Erfahrung in der Schwabinger Mannschaft. In der Saison 2014/15 gehörte der 1,98 Meter große Flügelspieler zum Aufgebot des Bundesligisten Crailsheim Merlins. Er kam im Hemd der Hohenloher zu sieben Kurzeinsätzen in Deutschlands oberster Spielklasse, blieb jedoch ohne Korberfolg. Darüber hinaus verstärkte der Crailsheims zweite Herrenmannschaft in der Regionalliga. Er spielte bis zum Ende des Spieljahres 2015/16 für die Mannschaft.